# SCR-268
Pour les articles homonymes, voir SCR et radar (homonymie).
Le radar SCR-268 (pour Signal Corps Radio no 268) fut le premier radar opérationnel de l'Armée de terre des États-Unis. Il a été développé pour guider les projecteurs antiaériens puis comme moyen de conduite de tir des batteries de canon de 90 mm. La technologie de ce radar métrique est devenue périmée  avant même la fin de la Seconde Guerre mondiale. Il a été remplacé par le radar SCR-584 utilisant le magnétron à cavité que les Britanniques avaient fait connaître aux Américains par la mission Tizard.

## Développement
À la fin des années 1920, la recherche des militaires américains sur des moyens de détection des navires et avions se concentrait sur l'utilisation des infra-rouges et des ondes sonores. Il y avait également des recherches sur l'émission de micro-ondes par deux sources qui entraient en battement lorsqu'un avion coupait leur point d'intersection mais elles ne débouchèrent pas à cause de la faible efficacité et portée des transmetteurs.
Le Signal Corps, la division des communications de l'armée américaine, a commencé à travailler sur le concept du radar dans les laboratoires de Fort Monmouth New Jersey, sous l'impulsion du directeur de la recherche le colonel William R. Blair. En 1935, Roger B. Colton, un nouveau chercheur, convainquit le directeur de porter son attention sur le radar CXAM en test par la US Navy et qui était le résultat de recherches de Albert H. Taylor, Leo C. Young et Robert Morris Page du Naval Research Laboratory.
William D. Hershberger fit un rapport encourageant sur les performances de ce radar qui poussa le directeur à chercher des fonds pour le développement d'un système comparable pour les besoins de l'armée. On mit en vedette le besoin de l'armée pour la détection en toutes conditions de visibilité, comme dans le brouillard et la pluie, d'un système de pointage pour l'artillerie à au moins 15 kilomètres. Le 1er février 1936, une proposition pour un tel radar fut soumise au chef de l'artillerie côtière. Avec l'aide du directeur du Signal Corps, les laboratoires ont pu obtenir un petit montant qui fut augmenté par un détournement de fonds prévus à d'autres recherches.
En décembre 1936, un prototype voyait le jour et le 26 mai 1937, la première démonstration fut effectuée devant un comité. Bien que le radar n'ait pu trouver un bombardier Martin B-10 à la position prévue, un balayage de l'horizon l'a repéré à 16 kilomètres de la trajectoire convenue. Les données du radar ont été transmises à un projecteur qui éclaira le bombardier ce qui convainquit les juges. Le développement du SCR-268 fut cependant gelé un moment à la suite de la mise en priorité du développement d'un radar à longue portée. Les pièces du prototype furent assignées au SCR-270 également en développement mais le SCR-268 fut finalement construit en 1939 par Western Electric Company.
Sous la direction de l'ingénieur Marcel Golay, une équipe du SCR travaillait aussi sur la détection des infrarouges et en 1935, repéra le Normandie lors de son premier voyage grâce à l'émission de chaleur de ses cheminées. Une version utilisant ce principe, le SCR-268T, fut donc développée. Les gens de la Coastal Artillery, dont dépendait l'artillerie antiaérienne, notèrent une excellente détection de navires à plus 25 km en mer et le détecteur IR du SCR-268T était capable de déterminer quelles cheminées étaient fausses ou non opérationnelles. Les deux versions furent un moment utilisées simultanément dans le théâtre du Pacifique.

## Description

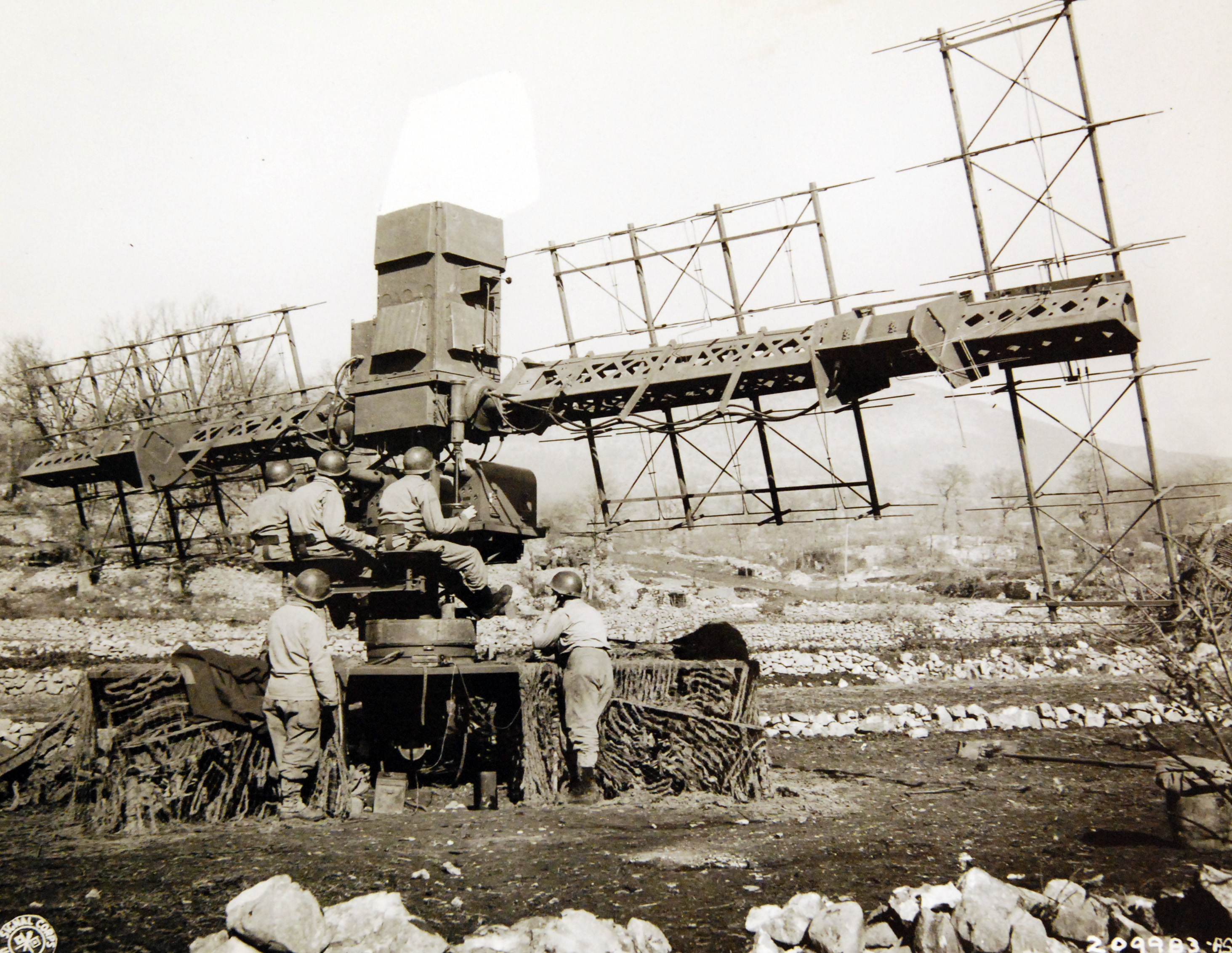
Un SCR-268 sur une colline durant la campagne d'Italie.

Le SCR-268 était formé d'un ensemble d’antennes dipolaires. Trois dipôles orienté vers l'avant, devant un réflecteur passif, formaient une composante. Un certain nombre de ces composantes étaient fixées le long d'un axe horizontal. L'axe était alors monté sur un piédestal court en son centre, le tout ressemblant à une croix. Le piédestal reposait lui-même sur une large plateforme mobile.
L'antenne, mesurant environ 40 pieds (12,2 m) par 10 pieds (3 m), était étaient orientable verticalement et horizontalement. Les dipôles à l'extrême côté gauche de la croix, tel que vu de l'arrière, étaient arrangés de telle que leur lobe de réception était favorable à la perception des cibles selon l'azimut. S'y trouvait six dipôles en largeur et quatre dipôles en hauteur, chacun avec son réflecteur. À l'extrême droite, se trouvait un arrangement similaire, plus petit et tourné de 90 degrés, sensible à l'angle de site. Finalement, au centre de la croix se trouvait le réseau de dipôles émetteurs d'une onde polarisée circulairement dont le faisceau était de 10 degrés d'ouverture.
Trois opérateurs étaient assis sur une plateforme attachées derrière le piédestal, sous le bras de la croix, suivant le mouvement de l'ensemble. Un de ceux-ci contrôlait l'azimut, le second l'élévation et le troisième la portée grâce à de larges molettes. À cause du large faisceau émis, la résolution intrinsèque de l'antenne n'était que de 9 à 12 degrés en azimut et en élévation, de telle sorte que son pointage vers une cible n'aurait été qu'approximatif. Cependant, comme l'intensité émise est maximale au centre du faisceau, le réseau d'antenne de réception était construit de telle sorte que le diagramme de réception pouvait percevoir cette variation dans les lobes. Le signal provenant de la verticale et de l'horizontale affichaient séparément sur un écran cathodique; en faisant varier la position de l'antenne jusqu'à ce que ces lobes soient d'intensité forte et égale, une précision d’un degré devenait possible.
La portée de la cible était obtenue en utilisant le délai entre l'émission de l'impulsion et la réception de l'écho. Ce dernier était vu sur un affichage de type A, essentiellement un oscilloscope avec le temps/distance en abscisse et l'intensité en ordonnée. Secondairement une impulsion étalon était émise vers la cible repérée et en variant le temps d'émission grâce à la molette gradué, l'opérateur pouvait lire la distance une fois que les deux « blips » se superposaient. La résolution était autour de 200 mètres.
Le système comportait également deux « répétiteurs » envoyant un signal sur la direction et la distance de la cible repérée vers un projecteur et un canon antiaérien. C'était le premier radar à être couplé directement à un ordinateur de tir d'une arme, un progrès majeur de la technologie.

## Caractéristiques

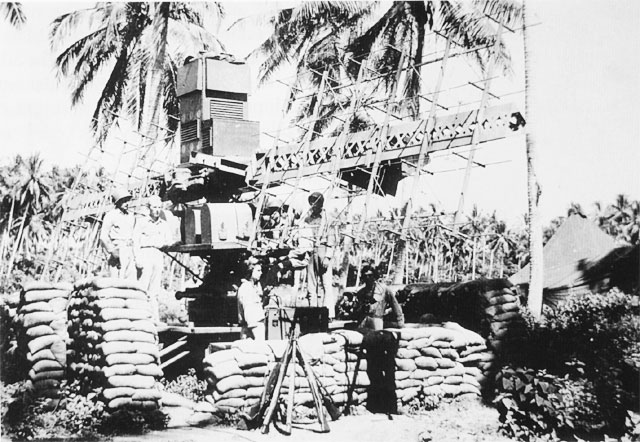
Un SCR-268 à Guadalcanal en août 1942.

Le radar opérait dans le domaine des VHF à 205 MHz à 75 kW. Il émettait des impulsions de 240 μs à une FRI de 4 098 par seconde. Le trajet aller-retour d'une impulsion avant que soit émise la suivante donne la portée maximale, dans ce cas de 27 milles (43,5 km). Ce radar était équipé d'un des premiers IFF. 
La plateforme nécessitait quatre tracteurs routiers pour ses déplacements : un pour la base, un autre pour l’antenne, un troisième pour la génératrice et le quatrième pour le convertisseur de tension pour l’équipement radio. Le radar lui-même pesait 15 tonnes mais en incluant les camions, le poids total était de 82 315 livres (37 337 kg), ce qui rend le terme « mobile » assez relatif.

## Désavantage
Le SCR-268 n'était pas particulièrement avancé selon les normes de l'époque et les premiers radars de la série était inférieurs en performances aux radars Würzburg allemands. Ces derniers utilisaient une antenne parabolique concentrant les lobes ce qui toutefois limitait leur capacité de guet. Le sondage conique et la technique de commutation des lobes employés par les Allemands étaient un moyen pour affiner la précision des poursuites manuelles azimutales et verticales. Ces techniques ne furent pas possibles avec le SCR-268 qui avait donc, comme radar de conduite de tir, une résolution médiocre mais suffisante (pour l'époque) comme radar de guet. Ces notions de radar de tir et de radar de guet, n'avaient pas même été considérées les belligérants avant le début du conflit.   
Pour remédier au problème, la solution fut de développer des radars centimétriques grâce aux informations sur le magnétron à cavité apportées par la mission Tizard britannique de 1940. Un des premiers fut le radar SCR-584 de MIT, transportable dans une semi-remorque, plus facile d'emploi, avait une bonne résolution et pouvait automatiquement "poursuivre" un objectif grâce à son pointage conique tournant. Les SCR-268 furent alors utilisés comme radar de guet au profit des SCR-584 avant d’être remplacé par l'ANT/PS. Il fut retirés de l'arsenal américain peu de temps après la fin de la Seconde Guerre mondiale. Il n'y a aucun exemplaire qui ait survécu jusqu'à nos jours. Il est toutefois à noter que les Allemands, sans magnétron, avaient construit des radars de conduite de tir aux performance à peine inférieures au SCR-584.